# Jetsprint
 (novembre 2020).
Le jetsprint est une catégorie de course sportive dans laquelle des jetboats (en), avec à leur bord deux personnes, effectuent tour à tour un contre la montre au travers de canaux sinueux profonds de moins d'un mètre.
Les pistes sont généralement conçues pour le spectacle, les courses sont rapides, bruyantes, et les moteurs de bateau généralement alimentés par des V8 produisant plus de 500 chevaux.

## Histoire
Le Jetsprinting en tant que sport est originaire de Nouvelle-Zélande en 1981. Les événements se déroulaient à l'origine dans les mêmes rivières tressées naturelles que celles qui avaient inspiré Sir William Hamilton à développer le jetboat. Mais des cours d'eau artificiels ont été utilisés lorsque le sport est arrivé en Australie au milieu des années 1980 — ce qui est maintenant la norme, même en Nouvelle-Zélande.
Il y a maintenant un championnat du monde de jetsprint sous la direction de l' Union Internationale Motonautique, hébergé tour à tour par Nouvelle-Zélande, l'Australie et les USA.

## Format
La course consiste en un parcours prédéfini au travers des canaux, comprenant 25 à 30 virages. Une course dure généralement entre 45 et 60 secondes. Une fois les qualifications terminées, les concurrents effectuent chacun un tour du circuit, les qualifiés avec les meilleurs temps partant en dernier. Les 16 plus rapides passent au tour suivant. Et ainsi de suite avec le top 12, le top 8 puis le top 5 et enfin les trois équipages les plus rapides.

### Bateaux
Les coques de jetsprint sont généralement courtes - entre 3,8 et 4,0 mètres de long. Le vé de la coque est généralement de 23 à 25 degrés, avec plusieurs virures de chaque côté. Une coque courte est préférable à une coque longue car ces dernières requierrent plus de distance et moins de vitesse pour pouvoir tourner. Les virures effectuent une «traction», empêchant le bateau de glisser latéralement lorsqu'il tourne à grande vitesse.
Un arceau de protection doit être installé sur le bateau.

### Équipage
Un équipage se compose d'un conducteur et d'un navigateur. Le rôle du navigateur est de guider le conducteur tout au long du parcours - généralement via des signaux manuels, en pointant la main dans la direction vers laquelle le bateau doit aller lors de la prochaine intersection.

## Catégories
Il existe deux classes reconnues au niveau international.
Groupe A - Les moteurs des bateaux du groupe A sont limités à des moteurs d'une capacité de 6,7 litres (6751 cm cube) avec des blocs et des culasses en fonte, ou aux moteurs de 6 litres (5981 cm cube) avec des culasses en aluminium. Les moteurs ne peuvent posséder que deux soupapes, actionnées par une tige de poussée par cylindre. De plus, le moteur doit être à aspiration normale, à l'aide d'un carburateur à quatre corps. Le carburant utilisé est un carburant d'aviation de 100+ octane. Généralement, ces moteurs produisent jusqu'à 650 chevaux
Super Boats - les moteurs de la catégorie Super Boat ne sont pas limités en taille maximale, mais plutôt restreints par une taille minimale. Les moteurs à aspiration normale doivent avoir une cylindrée de 6,5 litres, tandis que les moteurs à induction forcée (turbocompressés ou suralimentés) doivent avoir une cylindrée d'au moins 3,8 litres. Ces moteurs sont généralement injectés et alimentés par du méthanol . Les moteurs à petit bloc produisent habituellement plus de 950 chevaux, tandis que les gros blocs peuvent produire entre 1000 et 1600 chevaux.
Le nitrométhane et le protoxyde d'azote ne sont pas autorisés comme carburants.

## Voir également
- Bateau à propulsion
- Marathon de rivière
- Course de bateaux à moteur en mer